# 공통점을 찾아라
《공통점을 찾아라》는 2008년 3월 21일부터 2008년 10월 17일까지 방영된 SBS TV의 예능 프로그램이다. 미국 NBC에서 방송된 게임 쇼 프로그램인 《아이덴티티》의 포맷을 구입하여 방영되었으며, 서경석이 진행을 맡았다.

## 규칙

### 1라운드
- 8명(1회부터 7회까지는 10명)의 출연자들 중에서 같은 직업을 가진 5명(1회부터 7회까지는 7명)을 찾는 게임이다.
- 먼저 첫 번째는 그 직업에 관한 힌트와 8명의 출연자들의 말과 행동을 통해 직업을 알아 맞히는 게임이다.
- 총 4개의 직업이 있으며, 직업을 정확하게 맞히면 다음 라운드로 진출한다.

### 2라운드
- 8명 가운데서 정답인 직업을 가지고 있는 5명의 사람을 한 명씩 찾으면 된다. (나머지 3명은 1라운드 나머지 3개의 보기에 있는 직업임)
- 한 명씩 찾을 때마다 최소 100만원에서 최대 5,000만 원까지 획득 가능하며, 중간에 도전을 멈출 수도 있다.
- 단, 전 라운드 통틀어 2번 이상 실패하면 자동 탈락된다.
- 그 뒤, 연예인들이 도전자로 출연하는 형식으로 변경되었으며, 최대 상금도 1,000만 원으로 줄어들었다.
- 또, 후반기인 22회부터 25회까지는 7명 중에서 같은 직업 4명을 한꺼번에 선택해서 찾는 형식으로 변경되었으며, 중간에 한 명의 오답자를 고를 때마다, 획득 상금 뒷자리 0이 사라진다.

## 역대 도전 상금

### 1회 ~ 7회
| 단계  | 상금 (대한민국 원) |
| ----- | ------------------ |
| 1단계 | \1,000,000         |
| 2단계 | \2,000,000         |
| 3단계 | \4,000,000         |
| 4단계 | \7,000,000         |
| 5단계 | \10,000,000        |
| 6단계 | \15,000,000        |
| 7단계 | \30,000,000        |
| 8단계 | \50,000,000        |

### 8회 ~ 21회
| 맞춘 사람 수 | 상금 (대한민국 원) |
| ------------ | ------------------ |
| 1명          | \1,000,000         |
| 2명          | \2,000,000         |
| 3명          | \3,000,000         |
| 4명          | \5,000,000         |
| 5명          | \10,000,000        |

### 22회 ~ 25회
| 맞춘 사람 수 | 상금 (대한민국 원) |
| ------------ | ------------------ |
| 1명          | \10,000            |
| 2명          | \100,000           |
| 3명          | \1,000,000         |
| 4명          | \10,000,000        |

## 에피소드 목록
| 회차 | 방송일           | 도전자                                    | 직업                     | 비고 |
| ---- | ---------------- | ----------------------------------------- | ------------------------ | --- |
| 1회  | 2008년 3월 21일  | 홍명보 (전직 축구 선수)                   | 발레리노 7명             | |
| 2회  | 2008년 3월 28일  | 오경수 (광고 모델)                        | 호텔리어 7명             | |
| 3회  | 2008년 4월 4일   | 김호열 (암 시민연대 사무국장)             | 작곡가 7명               | |
| 3회  | 2008년 4월 4일   | 선우용여 (배우)                           | 공인중개사 7명           | |
| 4회  | 2008년 4월 11일  | 장나라 (가수)                             | 유치원 교사 7명          | |
| 4회  | 2008년 4월 11일  | 박철순 (전직 야구 선수)                   | 요가 강사 7명            | |
| 5회  | 2008년 4월 18일  | 강진주 (이명박 전 대통령 이미지 컨설턴트) | 제빵사 7명               | |
| 5회  | 2008년 4월 18일  | 홍지연 (카지노 딜러)                      | 경호원 7명               | |
| 6회  | 2008년 4월 25일  | 남경주, 최정원 (뮤지컬 배우)              | 트로트 가수 7명          | |
| 6회  | 2008년 4월 25일  | 김구라 (방송인)                           | 변호사 7명               | |
| 7회  | 2008년 5월 2일   | 고재열 (기자)                             | 114 안내 요원 7명        | |
| 7회  | 2008년 5월 2일   | 이계인 (배우), 김종서 (가수)              | 미스코리아 출신 인사 7명 | |
| 8회  | 2008년 5월 16일  | 김장훈 (가수)                             | 벨리댄서 5명             | 눈치코치 패널단 조형기, 안용준, 김나영, 신지 출연 오늘의 대가 안유진 (벨리댄서) 출연                                                              |
| 9회  | 2008년 5월 23일  | 홍지민 (뮤지컬 배우)                      | 항공 승무원 5명          | 눈치코치 패널단 조형기, 안용준, 김나영, 전초아(란) 출연 오늘의 대가 한향숙 (아이비승무원학원 원장) 출연                                           |
| 10회 | 2008년 5월 30일  | 이윤석 (희극인)                           | 홈쇼핑 모델 5명          | 눈치코치 패널단 조형기, 안용준, 김나영, JOO 출연 오늘의 대가 정가은 (모델) 출연                                                                   |
| 11회 | 2008년 6월 6일   | 박해미 (배우)                             | 씨름 선수 5명            | 눈치코치 패널단 조형기, 안용준, 김나영, 김은정 출연 오늘의 대가 이기수 (전직 씨름 선수) 출연                                                      |
| 12회 | 2008년 6월 13일  | 현미 (가수)                               | 댄스스포츠 선수 5명      | 눈치코치 패널단 안용준, 김나영, 김태현, 김성수, 박현빈 출연 오늘의 대가 박지우 (댄스스포츠 선수) 출연                                             |
| 13회 | 2008년 6월 20일  | 박상민 (가수)                             | 마술사 5명               | 눈치코치 패널단 김태현, 김성수, 김나영, 안용준 출연 오늘의 대가 정은선, 박민수 (마술사) 출연                                                      |
| 14회 | 2008년 6월 27일  | 변우민 (배우)                             | 노래 강사 5명            | 눈치코치 패널단 홍지민, 김태현, 정주리, 고투 출연 오늘의 대가 문인숙 (노래 강사) 출연                                                             |
| 15회 | 2008년 7월 4일   | 김청 (배우)                               | 성우 5명                 | 눈치코치 패널단 홍지민, 김태현, 김나영, 정주리 출연 오늘의 대가 최수민 (성우) 출연                                                                |
| 16회 | 2008년 7월 11일  | 전수경 (배우)                             | 종합격투기 선수 5명      | 눈치코치 패널단 정찬우, 홍지민, 김태현, 김나영, 최정원 출연 오늘의 대가 최무배 (종합격투기 선수) 출연                                             |
| 17회 | 2008년 7월 18일  | 이만기 (전직 씨름 선수)                   | 패션 모델 5명            | 눈치코치 패널단 정찬우, 홍지민, 김태현, 김나영, 백보람 출연 오늘의 대가 박둘선 (모델) 출연                                                        |
| 18회 | 2008년 8월 1일   | 문대성 (전직 태권도 선수)                 | 치어리더 5명             | 2008년 베이징 하계 올림픽 특집 눈치코치 패널단 안재환, 홍지민, 김태현, 김나영, 유채영 출연 오늘의 대가 조수진 (중국 현지 치어리더 팀 안무가) 출연 |
| 19회 | 2008년 8월 22일  | 송채환 (배우)                             | 레슬링 선수 5명          | 눈치코치 패널단 정찬우, 홍지민, 김태현, 김나영, 리마리오 출연 오늘의 대가 심권호 (전직 레슬링 선수) 출연                                          |
| 20회 | 2008년 8월 29일  | 장윤정 (트로트 가수)                      | 이벤트 MC 5명            | 눈치코치 패널단 정찬우, 홍지민, 김태현, 김나영, 조원석 출연 오늘의 대가 김홍식 (희극인) 출연                                                      |
| 21회 | 2008년 9월 5일   | 안내상 (배우)                             | 쇼핑 호스트 5명          | 눈치코치 패널단 정찬, 홍지민, 김태현, 김나영, 김정민 출연 오늘의 대가 유난희 (쇼핑 호스트) 출연                                                   |
| 22회 | 2008년 9월 12일  | 차화연 (배우)                             | 무속인 4명               | 추석 특집 눈치코치 패널단 정찬우, 안선영, 김태현, 최정원, 김나영, 김정민 출연                                                                     |
| 23회 | 2008년 9월 26일  | 독고영재 (배우)                           | 전직 가수 4명            | 눈치코치 패널단 정찬우, 안선영, 김태현, 김나영, 안혜경, 미스터 타이푼 출연                                                                        |
| 24회 | 2008년 10월 10일 | 알렉스 (가수)                             | 지방 홍보 대사 4명       | 눈치코치 패널단 정찬우, 안선영, 김태현, 최정원, 김나영, 조원석 출연                                                                               |
| 25회 | 2008년 10월 17일 | 왕영은 (방송인)                           | -20kg 이상 체중 감량 4명 | 눈치코치 패널단 정찬우, 안선영, 성대현, 김태현, 김나영, 조원석 출연                                                                               |

## 결방 사유
- 2008년 5월 9일: 《2008 희망TV 24 우리는 한 가족입니다》 특집 방송으로 인해 결방
- 2008년 8월 8일, 8월 15일: 2008년 베이징 하계 올림픽 중계 방송으로 인해 결방
- 2008년 9월 19일: 《2008 슈퍼모델 선발대회》 중계 방송으로 인해 결방
- 2008년 10월 3일: 《2008 기아체험 24시간 2부》 편성으로 인해 결방